# James McClure
James Hodgson 'Jimmy' McClure (28 september 1916 - 12 februari 2005) was een Amerikaans tafeltennisser. Hij werd drie keer wereldkampioen in het dubbelspel voor mannen, zowel in 1936 als 1937 met Robert Blattner en in 1938 met Sol Schiff. In Baden 1937 schreef de rechtshandige Amerikaan samen met Blattner, Schiff en Abe Berenbaum ook de wereldtitel in het landentoernooi op zijn palmares.
McClure trad in 1993 toe tot de ITTF Hall of Fame.

## Sportieve loopbaan
McClure begon naar moderne maatstaven laat met tafeltennissen. Hij raakte voor het eerst een batje aan in de kelder bij een vriendje thuis, omdat regen verhinderde dat ze konden tennissen. Dat was eigenlijk zijn sport. McClure won daarin twee keer het toernooi tot 15 jaar in Indianapolis en één keer in de leeftijdscategorie tot 18, voordat hij voor het eerst een pingpongtafel zag. Een jaar na zijn eerste partijtje in de kelder, won hij niettemin voor het eerst het US Open tafeltennis.
Hoewel McClure op de zes wereldkampioenschappen waaraan hij deelnam (1935-1951) nooit verder kwam dan de laatste 32 in het enkelspel, won hij verschillende dubbeltitels door onder andere individuele wereldkampioenen te verslaan. Zowel in Praag 1936 als 1937 versloeg de Amerikaan in de finale van het dubbelspel namelijk de wereldkampioen enkelspel van datzelfde jaar. McClure en Blattner versloegen in hun eerste eindstrijd de Tsjecho-Slowaak Stanislav Kolář (en J. Okter Petricek), terwijl ze een jaar later goud pakten tegen Richard Bergmann (en Helmut Goebel). Aangezien Blattner er in Wembley 1938 niet meer bij was, moest McClure dat jaar het dubbeltoernooi in met een andere partner. Met Schiff won hij een jaar eerder niettemin al de wereldtitel in het landentoernooi en samen werden ze ditmaal wereldkampioen dubbelspel. Opnieuw versloeg McClure daarbij in de finale een opponent van naam, want niemand minder dan Viktor Barna was daarin zijn tegenstander. De Hongaar trad aan met László Bellak aan zijn zijde en vijf wereldtitels in het enkelspel, zeven in het dubbelspel, twee in het gemengd dubbel en zes met de Hongaarse ploeg al op zijn naam. Niettemin kon ook hij niet voorkomen dat McClure voor de derde keer op rij het WK voor dubbels won.

## Tweede Wereldoorlog
Zoals veel atleten uit zijn tijd zag ook McClure zijn sportcarrière onderbroken worden door de Tweede Wereldoorlog. Hij diende daarin als navigator voor het US Navy Air Corps. Toen de Amerikaan terugkeerde aan de tafeltennistafel was hij 29, een leeftijd waarop voor een tafeltennisser op internationaal niveau het einde van de loopbaan begint te naderen. McClure bleef nog actief op competitief niveau tot 1956, waarop hij als regerend Amerikaans kampioen zijn batje voor het laatst opruimde.

## Post-tafeltennis
McClure richtte zich na zijn actieve sportcarrière op zijn sportwaren- en trofeeënzaak. Op aanraden van zijn oom James Hodgson was hij in 1946 lid geworden van de vrijmetselaarsvereniging Indianapolis Chapter, meer precies de Order of DeMolay. Daar schopte hij het nu tot Master Counciller. De Amerikaan trouwde in 1957 met Nellie L. Orr. Zij brachten geen kinderen voort.
Hoewel hij niet zelf meer competitief speelde, bleef McClure een bekende in de tafeltenniswereld. Hij vervulde verschillende functies binnen de ITTF en schopte het als arbiter tot internationaal scheidsrechter.

## Erelijst
Belangrijkste resultaten:
- wereldkampioen dubbelspel 1936, 1937 (beiden met Robert Blattner) en 1938 (met Sol Schiff)
- Wereldkampioen landenploegen 1937, brons in 1938 en 1949
- Laatste 32 enkelspel WK 1937 en 1938